# Josepha Barbara Auernhammer
Josepha Barbara Auernhammer född 25 september 1758 i Wien, död 30 januari 1820 i Wien, var en österrikisk pianist och tonsättare. 
Auernhammer var dotter till Johann Michael Auernhammer och Elisabeth Timmer och elev till Georg Friedrich Richter, Leopold Kozeluch och från 1781, Mozart. Hon var förälskad i Mozart, som beskrev henne som ful som "ett monster", men musikaliskt talangfull och dedicerade sonaterna K. 296 och K. 376–380 till henne. Hon spelade Mozarts pianostycken på konserter. Den 23 november 1781 uppförde hon K. 448. Vid faderns död gav Mozart henne en bostad hos en grevinna. År 1786 gifte hon sig med Johann Bessenig (ca 1752–1837), med vilken hon fick fyra barn. Hon deltog regelbundet i konserter, både i privathem och på Burgtheater. Den 25 mars 1801 spelade hon Op 15 av Ludwig van Beethoven. Hon deltog i sin sista offentliga konsert den 21 mars 1813 med sin dotter, pianisten och sångläraren Marianna Auenheim. 
Auernhammer komponerade främst pianomusik, vilka avslöjar en mycket bred musikalisk och instrumental kunskap.